# Ormosciadium
- Commons
- Wikispecies

Ormosciadium é um género botânico pertencente à família Apiaceae.
1. ↑  «Ormosciadium — World Flora Online». www.worldfloraonline.org. Consultado em 19 de agosto de 2020